# Harpactea isaurica
Harpactea isaurica là một loài nhện trong họ Dysderidae.
Loài này thuộc chi Harpactea. Harpactea isaurica được miêu tả năm 1978 bởi Brignoli.